# 圣玛加利大圣殿 (新松奇)
圣玛加利大圣殿（Bazylika kolegiacka św. Małgorzaty w Nowym Sączu）是一座罗马天主教次级宗座圣殿、堂区教堂、协同教堂，位于波兰小波兰省新松奇，供奉童貞瑪加利大，

## 历史
该堂建于13-14世纪。1448年成为协同教堂。15世纪重建。两座钟楼分别完成于1460年（北塔）和1507年（南塔），后者在1580年左右拆除，以文艺复兴风格重建。四口钟分别命名为弥额尔、若望、玛加利大和玛尔定。15-16世纪期间，该堂增加了圣雅各伯小堂和圣母升天小堂。
1916年10月10日，一战期间，奥地利人没收了教堂的钟。1941年二战期间，两口新钟又被德国人没收。在两次世界大战期间，教堂曾进行翻新和部分重建。1955-1959年间，钟楼重建，仍保持古老的外观；1969-1973年间，内部进行重建。1948年8月20日，该堂成为波兰文物古迹 。1992年由教宗若望保禄二世升格为次级宗座圣殿。

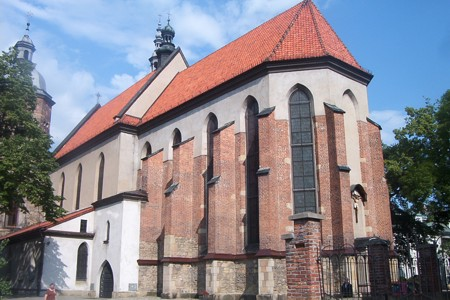
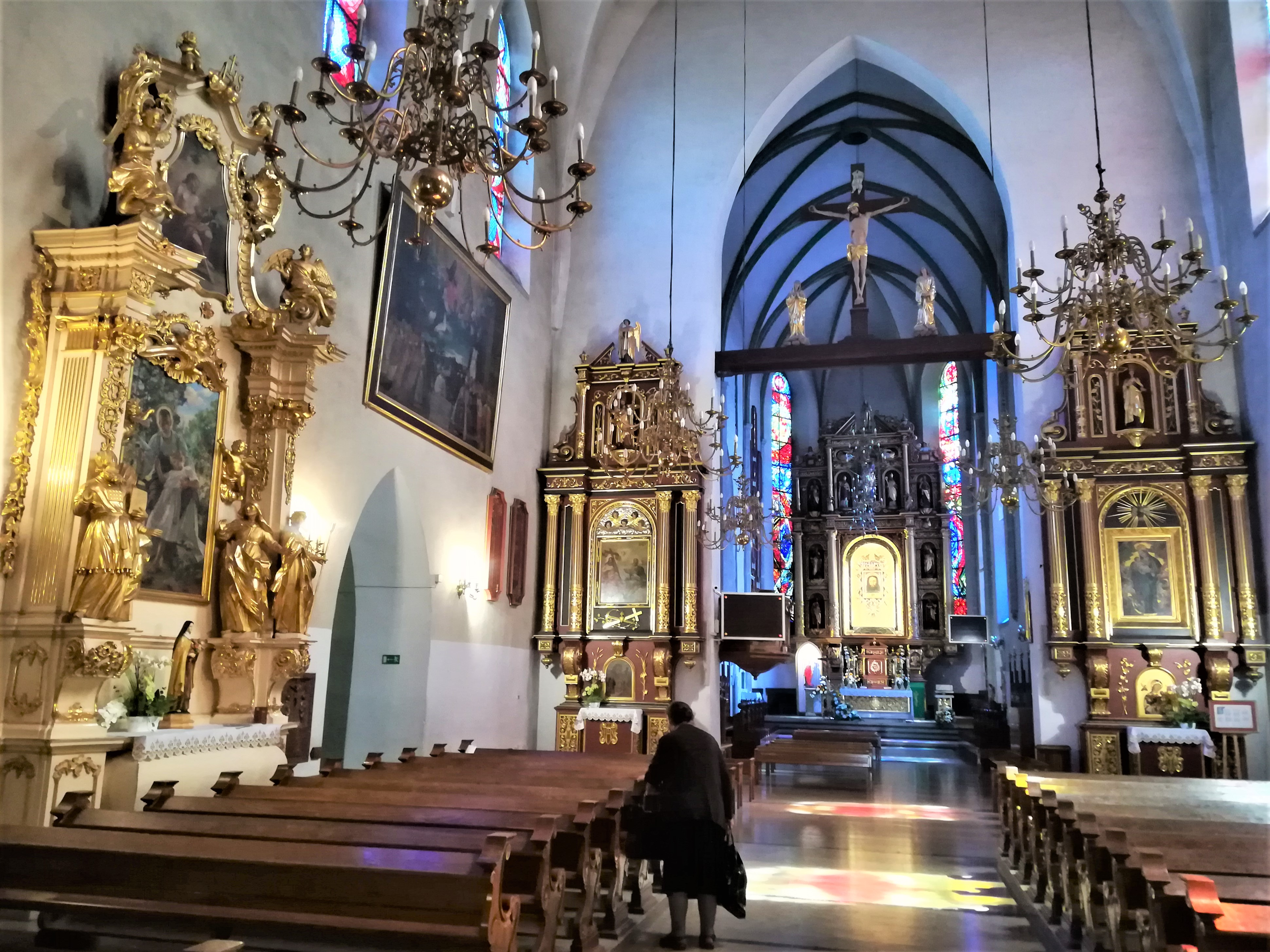